# Katerína Mouríki
 (février 2021).
Si vous disposez d'ouvrages ou d'articles de référence ou si vous connaissez des sites web de qualité traitant du thème abordé ici, merci de compléter l'article en donnant les références utiles à sa vérifiabilité et en les liant à la section « Notes et références ».
 (octobre 2015).
Le contenu est difficilement compréhensible vu les erreurs de traduction, qui sont peut-être dues à l'utilisation d'un logiciel de traduction automatique.
Katerína Mouríki (en grec moderne : Κατερίνα Μουρίκη) est née en 1951 à Athènes et a suivi des études de chimie et d'économie & statistiques. Elle a travaillé pendant 17 ans à l'Université agricole d'Athènes, département écologie, en qualité d'assistante chimiste. Dans le même temps, elle était comédienne amateur au sein de la troupe de théâtre Parodos (Chemin de traverse), sous la direction de Lakis Kouretzis, metteur en scène de jeux théâtraux.
Depuis 1983, Katerína Mouríki écrit des livres pour enfants. Elle est membre du Cercle des Livres Grecs pour Enfants et de la Société Féminine de Littérature. Elle a publié 23 ouvrages et une collection de cassettes d'histoires adaptées de Hans Christian Andersen et mises en musique par Anastasia Papadimitriou. 
Plusieurs de ses ouvrages ont été récompensés. 

## Autres activités culturelles
- 1986 : elle travaille sur une chaîne publique de télévision (ERT1), en écrivant des textes (en vers, pour la plupart) pour l'émission Coups de pinceaux d'enfants.
- 1987 : en tant qu'actrice, elle joue différents rôles dans 12 épisodes télé concernant la mythologie grecque, pour la chaine ERT1. Cette série a été diffusée en Australie, visant la diaspora grecque.
- 1992 : elle écrit et présente, pour la radio locale de la ville d'Eleusis, voisine d'Athènes, une émission en direct, Voix d'enfants, sur la littérature enfantine. Des élèves et des enseignants participaient à l'émission ; un écrivain était invite chaque semaine. Durée de l'émission : 1 heure.
- 1993 : elle propose son émission, Voix d'enfants, à la station de radio «Diavlos 10», qui la diffusera pendant un an.
- À partir de 1987, elle collabore, durant quelques années, au magazine L'aérostat du Ministère de l'éducation Nationale, qui publie ses nouvelles. Ce magazine s'adresse aux établissements scolaires grecs de l'étranger. Elle publie également des nouvelles dans les magazines jeunesse « Synergasia » («Coopération») et « Dyo » («Deux»).
- Depuis 1992, elle donne des conférences sur la littérature, notamment enfantine, en collaboration avec le Centre de Civilisation de la ville d'Eleusis.
- En 1994, elle ouvre une librairie et organise, à la façon des centres culturels, des rencontres entre enfants et écrivains.
- Elle participe, en 1997 à un programme du Ministère de la Nouvelle Génération, ayant pour thème « Jeu-leçon d'écriture et de lecture créatives ».

## Livres
1. La Retour de la petite souris Riri, éditeur ASE, 1985
2. L'Ailé Conte éditeur Agyra, 1991
3. Som-Sok, come arêver come une conte! Editeure Gnossi 1991
4. Une fois dans le pays de Bubo bubo  , Editeur Patakis 1996
5. Apprendre les couleurs avec Pikefi,  Ed.Harmi presse 1996
6. Apprendre les formes avec Pikefi. Ed. Harmi Press 1996
7. Apprendre les numeros avec Pikefi.  Ed. Harmi Press 1996
8. Apprendre les lettres avec Pikefi. Ed. Harmi Press 1996
9. L'enlèvement de Persephone et d'autres histoires. Ed. Agyra 1996
10. Les crayons magiques par Mayorka. Editeur Agyra 1998
11. Les bouffonneries de la petite Trouble et la révolution du Alphabet, Agyra 2000
12. La petite souri Riris peut toujours être courageux, Ed.r Psichogios 2001
13. Magiciens, balais et ordinateur .Editeure Patakis 2002
14. Noël Nouvel An. Editeur Agyra 2002
15. Une fois et une plume ...,Agyra 2003
16. Gasmand, le fugitif à la flûte . Editeur Papadopoulos 2004
17. La nuit magique de Caspar,Ed.r Psichogios 2003
18. Jason, le voleur et le fantôme, Ed. Mikri Militos 2004
19. Amour sans frontières, Editeur Patakis 2004
20. Le tiroir oublié, Editeur Agyra 2006
21. Le plus joli nom. Editeure Psichogios 2006
22. Une bouffonnerie à cause de l'  amour. Ed. Agyra  2005
23. Amour et fantômes dans la mer Baltique, Ed. Psichogios  2007
24. Quelques œillets pour la Polytechnique. Ed. Diaplassi 2008
25. Histoires incroyables pour enfants étonnantes. Ed. Diaplassi 2008
26. Je m'améliore ... avec des histoires super! Ed. Diaplassi 2009
27. Le premier sourire de Noël. Ed. Agyra 2010
28. Aventure dans le  Pays des ordures, Ed. Psichogios 2010
29. Voyage frais avec des crayons magiques, Ed. Agyra 2010
30. Le plus beau nom. (e-book) Ed. Psichogios 2012
31. L'amour de Marguerite. Ed. Psichogios 2012
32. Les petits serpents de la Vierge Marie. Ed. Parrissia 2013
33. Aventure dans le Pays des ordures, (e-book) Ed. Psichogios 2013
34. Aventure dans le Pay de bacteroides. Ed. Psichogios 2013
35. Aventure dans le pays de becteroides (e-book). Ed. Psichogios 2013
36. L' amour du Dragon. Ed. Diaplassi 2013
37. Le brave sorcier Gaspard, Ed. Parrissia 2013
38. Le demi-brioche. Ed. Parrissia 2014
39. Un héros spécial.Ed. Psichogios 2014
40. Un héros spécial (e-book) Ed. Psichogios 2014
41. Le cadeau le plus précieux. Ed. Parrissia 2014
42. Aventure dans le  Pays de la paresse. Ed. Psichogios 2014
43. Les enfants de la Vieille année. Ed. Diaplous 2014
44. Saint Patapios. Ed. Parrisia 2014

## Sources et références
- katerinamouriki.gr
- http://www.biblionet.gr/author/1699/%CE%9A%CE%B1%CF%84%CE%B5%CF%81%CE%AF%CE%BD%CE%B1_%CE%9C%CE%BF%CF%85%CF%81%CE%AF%CE%BA%CE%B7